# Reprezentacja Madagaskaru w piłce nożnej mężczyzn
Reprezentacja Madagaskaru – kadra Madagaskaru w piłce nożnej mężczyzn. 
Federacja piłkarska została założona w 1961 roku. Do FIFA wstąpiła w 1962 roku, a do CAF rok później. 
Pierwszy mecz międzypaństwowy rozegrała u siebie przegrywając 1:2 z reprezentacją Mauritiusa. Nigdy nie brała udziału w Mistrzostwach Świata. W 2019 roku po raz pierwszy awansowała do Pucharu Narodów Afryki.

## Udział wMistrzostwach Świata
- 1930 – 1962 – Nie brał udziału (był kolonią francuską)
- 1966 – 1970 – Nie brał udziału
- 1974 – Wycofał się z eliminacji
- 1978 – Nie brał udziału
- 1982 – 1986 – Nie zakwalifikował się
- 1990 – Nie brał udziału
- 1994 – 2022 – Nie zakwalifikował się

## Udział wPucharze Narodów Afryki
- 1957 – 1962 – Nie brał udziału (był kolonią francuską)
- 1963 – 1970 – Nie brał udziału
- 1972 – 1974 – Nie zakwalifikował się
- 1976 – Wycofał się z eliminacji
- 1978 – Nie brał udziału
- 1980 – 1988 – Nie zakwalifikował się
- 1990 – Wycofał się z eliminacji
- 1992 – Nie zakwalifikował się
- 1994 – Nie brał udziału
- 1996 – Wycofał się podczas eliminacji
- 1998 – Dyskwalifikacja[1]
- 2000 – 2017 – Nie zakwalifikował się
- 2019 – Ćwierćfinał
- 2021 – 2023 – Nie zakwalifikował się